# Notobubon galbanum
Notobubon galbanum är en växtart i släktet Notobubon och familjen flockblommiga växter.
Arten är en buske som förekommer i Sydafrika. Den beskrevs först som Bubon galbanum av Carl von Linné 1753, och fick sitt nu gällande namn av Anthony R. Magee 2008.